# Portrait d'homme au gant
Ne doit pas être confondu avec L'Homme au gant.
Le Portrait d'homme au gant est un tableau du peintre néerlandais Frans Hals, réalisé aux alentours de 1640 et qui se trouve au musée de l'Ermitage de Saint-Pétersbourg. L’œuvre est célèbre pour avoir notamment appartenu au roi de Prusse Frédéric II le Grand.

## Description
Le Portrait d'homme au gant représente un jeune homme vêtu d'un habit noir avec un col blanc et coiffé d'un chapeau noir. Sa main droite gantée est posée sur sa poitrine, tandis que la gauche tient nonchalamment le second gant, ce qui donne à sa pose élégante un aspect particulier d'aisance et de décontraction. Les gants témoignent du statut social élevé du modèle. Si celui-ci n'a pu être identifié, il a été suggéré dans la littérature académique que celui-ci puisse avoir un lien avec la médecine.

## Historique
L’œuvre est entrée par le musée de l'Ermitage en 1746 après avoir été acquise auprès du collectionneur prussien Johann Ernst Gotzkowsky.
Les visiteurs du musée de l'Ermitage peuvent désormais l'admirer en salle 249 du Nouvel Ermitage, consacrée à la peinture flamande du XVIIe siècle.